# Cantone di Saint-Avold-1
Il Cantone di Saint-Avold-1 era una divisione amministrativa dell'arrondissement di Forbach.
È stato soppresso a seguito della riforma complessiva dei cantoni del 2014, che è entrata in vigore con le elezioni dipartimentali del 2015.
Comprendeva parte della città di Saint-Avold e i comuni di:
- Altviller
- Diesen
- Folschviller
- Porcelette
- Valmont